# Fannia pubescens
Fannia pubescens is een vliegensoort uit de familie van de Fanniidae. De wetenschappelijke naam van de soort is voor het eerst geldig gepubliceerd in 1908 door Stein.